# Region Wybrzeża Południowo-Środkowego
Region Wybrzeża Południowo-Środkowego (wiet.: Nam Trung Bộ) – region Wietnamu, w środkowej części kraju, położony nad Morzem Południowochińskim.
W skład regionu wchodzi pięć prowincji i miasto wydzielone Đà Nẵng.

## Prowincje
- Quảng Nam
- Quảng Ngãi
- Bình Định
- Phú Yên
- Khánh Hòa
- Ninh Thuận
- Bình Thuận

## Miasta wydzielone
- Đà Nẵng